# 日本障害者リハビリテーション協会
公益財団法人日本障害者リハビリテーション協会（にほんしょうがいしゃリハビリテーションきょうかい、英称：Japanese Society for Rehabilitation of Persons with Disabilities）は、1964年（昭和39年）に設立された。
設立時の名称は日本肢体不自由者リハビリテーション協会、1970年（昭和45年）に現団体名となる。
2011年8月1日（平成23年）付にて公益法人制度改革に基づく公益財団法人へ移行。
元・厚生労働省所管。

## 概要
- 所在：東京都新宿区戸山1-22-1
- 総裁：常陸宮正仁親王（1982年（昭和57年）4月 - ）[1]
- 会長：炭谷茂
- 副会長：寺島彰

その他役員については、同団体ホームページにて公開されている。

## 事業
- 下記の事業を行っている。

1. 昭和天皇80歳記念「障害者リハビリテーション振興基金」財産の運営
2. 障害者のリハビリテーションに関する調査、研究
3. 障害者のリハビリテーションに関する調査、研究の推進のための支援
4. 障害者のリハビリテーションに関する教育、研修
5. 障害者のリハビリテーションに関する情報の収集及び提供
6. 障害者のリハビリテーション関係団体等に対する連絡及び技術協力
7. 障害者のリハビリテーションに係る国際協力
8. 国際障害者リハビリテーション協会に対する協力
9. 第二種社会福祉事業「身体障害者福祉センター」の受託経営
10. その他前条の目的を達成するために必要な事業